# 1720

## Родени
- 4 октомври – Джовани Пиранези, италиански художник и архитект
- 13 декември – Карло Гоци, италиански драматург

## Починали
- 10 август – Себастиан дьо Бросар, френски композитор